# 佐野友二
佐野 友二（さの ともじ、1910年（明治43年）2月27日 - 1987年（昭和62年）9月27日）は、日本の実業家である。不二サッシの創業者として知られ、社長も務めた。

## 経歴・人物
静岡県の生まれ。富士市内の尋常高等小学校を卒業後、保険外務員や兵役等に携わる。土地会社の役員として活動していた時に知人からの依頼により、不二サッシの前身となる不二製作所を設立し、同時に専務取締役に就任した。この頃は経営不振に陥り、経営の再建に貢献した事で、1949年（昭和24年）に代表取締役社長に就任した。
後に商号を不二サツシを経て不二サッシに変更し、1957年（昭和24年）には当時アメリカ合衆国で生産していたアルミサッシの導入に携わった。またこの頃に同社の会長や日本サッシ協会の理事長、日本経済団体連合会の理事、通商産業省（現在の経済産業省）内の産業構造審議会のアルミ部委員等も務めた。1973年（昭和48年）に発生した第一次石油危機の影響を受け、経営不振に陥った事で代表取締役を辞任し、経営破綻に陥った。辞任後も1982年（昭和57年）には証券取引法違反の罪で同社の関連企業であった不二サッシ販売元代表取締役であった有泉四郎と共に起訴され、同年東京地方裁判所で開廷され懲役3年の有罪判決を受けた。